# Европско првенство у атлетици на отвореном 1990 — 10 километара ходање за жене
Ходање на 10 километара у женској конкуренцији на Европском првенству у атлетици 1990. одржано је 29. августа на улицама Сплита.
Титулу освојену 1986. у Штутгарту, није бранила Мари Круз Дијаз из Шпаније.

## Земље учеснице
Учествовале су 24 атлетичарке из 12 земаља. 
1. Западна Немачка (1)
2. Источна Немачка (1)
3. Италија (3)
4. Мађарска (3)
5. Португалија (1)
6. Румунија (1)
7. Совјетски Савез (3)
8. Уједињено Краљевство (3)
9. Финска (2)
10. Француска (1)
11. Шведска (2)
12. Шпанија (3)

## Рекорди
| Рекорди пре почетка Европског првенства 1990. | Рекорди пре почетка Европског првенства 1990. | Рекорди пре почетка Европског првенства 1990. | Рекорди пре почетка Европског првенства 1990. | Рекорди пре почетка Европског првенства 1990. | Рекорди пре почетка Европског првенства 1990. |
| --------------------------------------------- | --------------------------------------------- | --------------------------------------------- | --------------------------------------------- | --------------------------------------------- | --------------------------------------------- |
| Светски рекорд                                | Кери Саксби-Џана                              | Аустралија                                    | 41:30                                         | Канбера, Аустралија                           | 27. август 1988.                              |
| Европски рекорд                               |                                               |                                               |                                               |                                               |                                               |
| Рекорди европских првенстава                  | Мари Круз Дијаз                               | Шпанија                                       | 46:09                                         | Штутгарт, Западна Немачка                     | 28. август 1986.                              |
| Рекорди после Европског првенства 1990.       |                                               |                                               |                                               |                                               |                                               |
| Рекорди европских првенстава                  | Анарита Сидоти                                | Италија                                       | 44:00                                         | Сплит, СФРЈ                                   | 29. август 1990.                              |

## Освајачи медаља
|                        |                                   |                         |
| Анарита Сидоти Италија | Олга Кардопољцева Совјетски Савез | Илеана Салвадор Италија |

## Резултати

### Финале
| Пласман | Атлетичар            | Земља                | Резултат | Белешка |
| ------- | -------------------- | -------------------- | -------- | ------- |
|         | Анарита Сидоти       | Италија              | 44:00    | РЕП     |
|         | Олга Кардопољцева    | Совјетски Савез      | 44:06    |         |
|         | Илеана Салвадор      | Италија              | 44:38    |         |
| 4.      | Тамара Коваленко     | Совјетски Савез      | 45:03    |         |
| 5.      | Сари Есаја           | Финска               | 45:10    |         |
| 6.      | Беате Андерс         | Источна Немачка      | 45:18    |         |
| 7.      | Марија Рејес Собрино | Шпанија              | 45.42    |         |
| 8.      | Моника Гунарсон      | Шведска              | 45:48    |         |
| 9.      | Марија Урбаник       | Мађарска             | 45;54    |         |
| 10.     | Лиса Лангфорд        | Уједињено Краљевство | 46:33    |         |
| 11.     | Емилија Кано         | Шпанија              | 46:43    |         |
| 12.     | Pier Carola Pagani   | Италија              | 46:55    |         |
| 13.     | Илдико Илиеш         | Мађарска             | 47:17    |         |
| 14.     | Тереса Паласио       | Шпанија              | 47:30    |         |
| 15.     | Бети Своровски       | Уједињено Краљевство | 47:37    |         |
| 16.     | Анико Себенски       | Мађарска             | 47:46    |         |
| 17.     | Маделејн Свенсон     | Шведска              | 48:19    |         |
| 18.     | НаталиМаршан         | Француска            | 48:28    |         |
| 19.     | Андреа Брикман       | Западна Немачка      | 48:37    |         |
| 20.     | Џули Дрејк           | Уједињено Краљевство | 49:26    |         |
| 21.     | Изилда Гонсалвес     | Португалија          | 50:49    |         |
| 22.     | Викторија Опреа      | Румунија             | 51:38    |         |
| 23.     | Мирва Хемелејнен     | Финска               | 55:52    |         |
| —       | Надежда Рашкина      | Совјетски Савез      | ДИСК     |         |